# Bogen (Kvæfjord)
Bogen ist eine kleine Siedlung in der norwegischen Kommune Kvæfjord im Fylke Troms. Der Ort liegt auf der Insel Hinnøya. 

## Lage
Der Ort liegt auf der zur Inselgruppe Vesterålen gehörenden Insel Hinnøya. Bogen liegt am Ufer der Bucht Bogbukta am westlichen Ufer des Gullesfjords, einem südlichen Seitenarm des Kvæfjords. Durch die Ortschaft fließt der Bach Bogelva in den Gullesfjord. Dieser entspringt dem etwas weiter im Landesinneren und höher gelegenen Weiher Bogvatnet.

## Verkehr
Durch den Ort führt der Fylkesvei 850, der am Westufer des Gullesfjords verläuft. Weiter südlich mündet die Straße in den Riksvei 85, welcher unter anderem die Gegend an die Europastraße 10 (E10) anbindet.

## Wirtschaft
Zu Beginn der 1970er-Jahre wurde im Dorf ein Lachszuchtunternehmen gegründet.